# Francesca Théosmy
Œuvres principales
- Nova (hors-série Géante Rouge) (2021)
- La caverne des illuminations (Afrofuturisme now, revue Zist numéro 26)
- Zombi, pudding et mécanismes (2023)
- Le Chemin de la Mort poudreuse (2023)

Francesca Théosmy, née Karénine Francesca Théosmy en Haïti le 24 janvier 1987, est morte le 2 juillet 2024 à l’Hôpital Cognacq-Jay à Paris,, des suites d'un cancer rare. Figure marquante du journalisme haïtien, elle était reconnue pour son engagement envers un journalisme de qualité et indépendant,.

## Biographie
Dès l'âge de neuf ans, Francesca Théosmy a développé une passion pour l'écriture de fiction, inspirée par les contes racontés sous les étoiles par sa famille. En plus de la littérature, elle était également passionnée par le cinéma et les festivités traditionnelles haïtiennes telles que le rara.

## Formation et Carrière
Francesca Théosmy a obtenu une licence en Communication sociale ainsi qu'un master en sciences humaines et sociales. Elle a exercé comme journaliste et éditorialiste pour plusieurs médias, dont AlterPresse, Le Nouvelliste, et Enquet'Action, où elle a joué un rôle crucial dans le développement de ce média en ligne en Haïti. Theosmy a contribué à plusieurs productions radiophoniques du Groupe Medialternatif, telles que Espas fanm et Espas fanm magazin, et a brièvement été présentatrice à AlterRadio. En plus de son travail journalistique, elle a collaboré avec une association d’éducation populaire.

## Œuvres

### Roman
- Karénine Francesca Théosmy, Moi, fugitive, réfugiée du brouillard, Auto-édition, mai 2017, 227 p. (ISBN 979-8748527774)
- Karénine Francesca Théosmy, Les reliques de l'arc-en-ciel, Auto-édition, août 2019, 194 p.
- Karénine Francesca Théosmy, Une pincée de sable, Auto-édition, mars 2021, 17 p.
- Karénine Francesca Théosmy, Le Chemin de la Mort poudreuse, Le Chant du Cygne, septembre 2023, 516 p. (ISBN 978-2957879021, EAN 9782957879021)

### Nouvelles
- Karénine Francesca Théosmy, Nova (Géante Rouge, Hors-série), France, 2021, 192 p. (ISBN 978-2-37625-117-0)

- La caverne des illuminations (Afrofuturisme now, revue Zist numéro 26)
- Karénine Francesca Théosmy, Zombi, pudding et mécanismes, Auto-édition, janvier 2023 (EAN 1230006077358)
- Karénine Francesca Théosmy, Le loup gris du cratère, Auto-édition, mars 2023

### Articles et travaux de recherches
- Karénine Francesca Théosmy, « Une bonne campagne de printemps en perspective… », America latina en movimiento.
- Karénine Francesca Théosmy, « Les préjugés envers les femmes résistent malgré des avancées », Article,‎ 2015 (lire en ligne).
- Karénine Francesca Théosmy, « Science et politique, le combat d’aujourd’hui pour l’indépendance haïtienne », Journal,‎ 4 novembre 2015 (lire en ligne).
- Karénine Francesca Théosmy, « La colère monte avec l’arrivée des pluies », Cahiers du socialisme,‎ 12 février 2010 (lire en ligne).
- Karénine Francesca Théosmy, « Vaincre l’invisibilité des femmes dans l’espace public avec le concours des médias », sur lenouvelliste.com, 21 octobre 2015.

## Réferences
1. ↑  État civil sur le fichier des personnes décédées en France depuis 1970
2. ↑  « Enquet'Action en deuil, Francesca Theosmy notre éditorialiste est décédée », sur enquetaction.com.
3. ↑  Pierre Gotson, « Le décès de Karenine Francesca Theosmy, ancienne collaboratrice d’AlterPresse/AlterRadio », sur www.alterpresse.org, 18 juillet 2024 (consulté le 19 juillet 2024).
4. ↑  « Le dernier papier de Francesca Théosmy », AlterPresse,‎ 18 juillet 2024 (lire en ligne ).
5. ↑  « Francesca Theosmy », sur Le Chant du Cygne (consulté le 19 juillet 2024).
6. ↑  « Enquet'Action en deuil, Francesca Theosmy notre éditorialiste est décédée », sur enquetaction, 17 juillet 2024 (consulté le 19 juillet 2024).